# Inversion (Geophysik)

Schematischer Ablauf einer inversen Modellierung

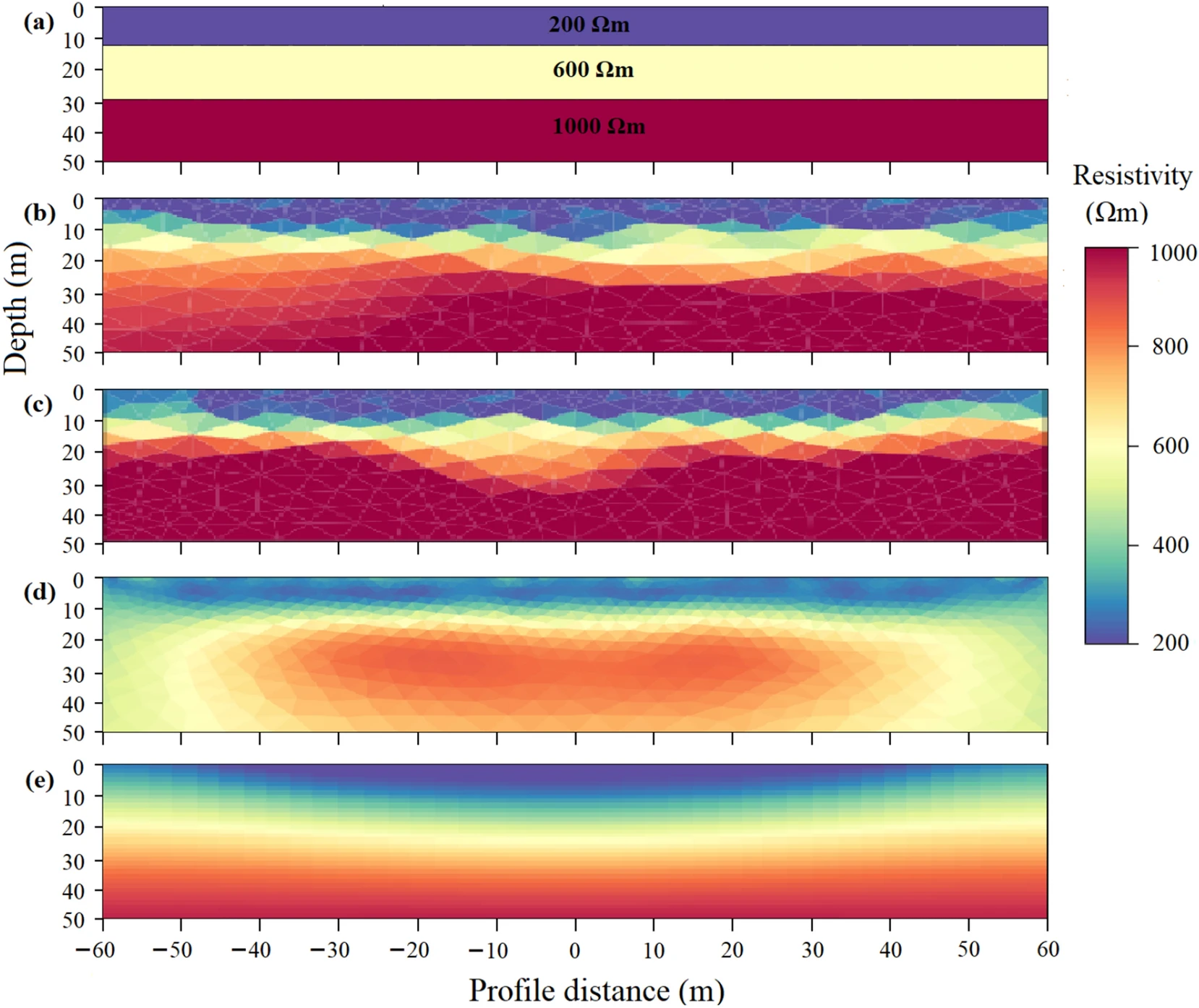
Inversion geoelektrischer Daten. In (a) sieht man ein erzeugtes „wahres“ Modell, dessen synthetische Messdaten zum Vergleich in verschiedene Inversions-Programme gegeben wurden: (b) pyGIMLi, (c) BERT, (d) ResIPy und (e) SimPEG

Als Inversion oder inverse Modellierung bezeichnet man in der Geophysik Rechenprozesse, die durch die Lösung inverser Probleme aus gemessenen Daten ein geologisches Modell erzeugen.  Bei fast allen Methoden der Angewandten Geophysik muss aus Messwerten auf die Verteilung eines oder mehrerer Parameter rückgeschlossen werden, also ein inverses Problem gelöst werden.
Für gewöhnlich wird von einem angenommenen oder durch grobe Abschätzung gewonnenen Startmodell ausgegangen, welches so lange variiert wird, bis die Daten, die das Modell erzeugen würde, den Werten der Messung ausreichend ähneln.
Bei vielen geophysikalischen Verfahren ist die Inversion nicht eindeutig, sondern eine Vielzahl von Modellen kann die Messdaten zufriedenstellend erklären. Um möglich realistische Modellierungen zu finden, wird häufig auf zusätzliche Informationen (constraints, a-priori-Informationen) aus anderen Datenerhebungen zurückgegriffen oder es werden sogar unterschiedliche Messungen gemeinsam invertiert (joint inversion).

## Hintergrund
In dem typischen Szenario einer geophysikalischen Messung wird eine physikalische Eigenschaft gewählt, die für die gesuchte geologische Struktur oder das zu untersuchende Objekt diagnostisch ist, z. B. Dichte, seismische Geschwindigkeit, elektrische Leitfähigkeit oder magnetische Suszeptibilität und über die erhobenen Felddaten auf die Beschaffenheit zurückgeschlossen. In einigen Fällen kann aus den Daten direkt auf die für die Lösung des Problems erforderlichen Informationen geschlossen werden, z. B. die Existenz einer Anomalie (z. B. Störkörper) und dessen horizontale Lage, um aber Informationen über Tiefe, Form, Zusammensetzung oder Struktur zu gewinnen, muss bei den meisten geophysikalischen Methoden mit Inversion gearbeitet werden, da diese Informationen nur indirekt mit dem physikalischen Parameter verknüpft sind.

## Mehrdeutigkeit
Mathematisch gesehen ist die Inversion geophysikalischer Daten ein inkorrekt gestelltes Problem, da sie in der Regel unter Mehrdeutigkeit leidet: Unterschiedliche Quellverteilungen verursachen im Rahmen der Messgenauigkeit identische Felder. Diese Mehrdeutigkeit kann durch Zusatzinformation in gewissem Umfang verringert werden. Der Inversion liegt die physikalische Feldtheorie für bestimmte Klassen mathematischer Lösungen zugrunde, die sich für bestimmte Symmetrien oder geometrische Anordnungen, die sich für bestimmte Symmetrien oder geometrische Anordnungen ergeben (Kugel- bzw. Zylindersymmetrie, ebene Schichten). Die Wahl der richtigen Symmetrie ist hierbei entscheidend. Die Inversion von Strukturen und physikalischen Eigenschaften in der Erde wird deutlich verbessert, wenn bei aktiven Messmethoden die eingespeisten bzw. aufgeprägten Anregungssignale bekannt sind. Beispiele hierfür sind in der Seismik die Anregung mechanischer Vibrationen bekannter Frequenz, in der Geoelektrik die Einspeisung von elektrischem Strom oder in der Elektromagnetik bzw. beim Bodenradar die Einkopplung elektromagnetischer Wechselfelder.

## Arten

### Direkte und indirekte Inversion
Streng genommen können auch direkte Probleme Inversionsverfahren sein, sofern, auf eine andere Eigenschaft als die gemessene zurückgeschlossen wird (z. B. Schichtdicken, spezifische elektrische Widerstände in der Geoelektrik), jedoch benötigen diese dann keine iterative Lösung und werden von indirekten Verfahren abgegrenzt. Bei indirekter Inversion wird durch Optimierung der Vorwärtslösung das Rückwärtsproblem gelöst; es werden schrittweise (iterativ) die strukturellen und physikalischen Eigenschaften (einschließlich der geometrischen) so lange variiert, bis die theoretische Lösung des Vorwärtsproblems innerhalb der gewählten Genauigkeit mit den Messwerten übereinstimmt. Hierbei stellt sich das Problem von Stabilität und Eindeutigkeit der Lösung: Denn eine im Rahmen der geforderten Genauigkeit erzielte Lösung ist aufgrund der Mehrdeutigkeit nicht notwendigerweise die einzig mögliche bzw. die am besten zutreffende.

### Linearität
Grundsätzlich können lineare bzw. linearisierbare Probleme und nicht-lineare Probleme unterschieden werden. Tatsächlich lineare Vorwärtsprobleme (z. B. einfache gravimetrische Zusammenhänge) müssen nicht iterativ gelöst werden und sind daher direkte Inversionen. Klassische geophysikalische Probleme sind jedoch nicht-linear, und je nachdem, ob sich ein neues Modell über eine Linearisierung abschätzen lässt, unterscheiden sich die Lösungsverfahren grundlegend. In beiden Fällen bleibt die Vorwärtsrechnung nicht-linear, die Optimierung ist aber bei nicht-linearisierbaren Problemen deutlich komplizierter, da für gewöhnlich stochastischen Verfahren (Zufallszahlen, Schwarm-Algorithmen, neuronale Netze etc.) verwendet werden müssen, um das globale Minimum der Zielfunktion (Funktion der Residuen) zu finden.

Zufallsbasierte Verfahren sind hierbei immer langsamer als klassische Verfahren, ermöglichen es aber zufällig ihre Schrittweiten zu variieren oder per Zufallsentscheid auch einzelne Modelle mit gleichen oder schlechteren Residuen zuzulassen. Das führt dazu, dass bei der iterativen Lösung multimodaler Probleme (viele ähnlich gute Lösungen an verschiedenen Stellen des Lösungsraumes) tatsächlich alle Punkte abgetastet werden können und so die global beste Lösung gefunden werden kann, anstatt sich in der nächstbesten Lösung (lokales Minimum) zu verlieren. 
Analogie:

Würde man versuchen, iterativ in einem Gebirge das tiefste Tal zu finden (globales Minimum) würde ein gewöhnliches Gradientenverfahren (je nach Schrittweite) jede andere Vertiefung (lokale Minima) auch erfassen und in diesen von Erhebungen umgeben sein. Egal in welche Richtung das Modell angepasst wird, es würde vorerst schlechter werden und somit würde das Verfahren eingestellt. Daher kann es bei vielen lokalen Minima sinnvoll sein, zufällig Schrittweiten zu verändern oder temporär schlechtere Ergebnisse zuzulassen, um unabhängiger vom Startpunkt (Startmodell) das globale Minimum der Residuen zu finden.

### Observable und Zielparameter
Der Zusammenhang zwischen Beobachtung und Modell kann in der Inversion mathematisch deterministisch (z. B. über physikalische Gesetze), numerisch statistisch (z. B. Zuordnung von petrophysikalischen Eigenschaften zu Gesteinsarten) oder bildhaft (z. B. Luftbild und Tektonik) sein.

### Joint inversion
Die joint inversion ist die gemeinsame Inversion mehrerer Datensätze, in der Regel des gleichen Untersuchungsgebietes, aber verschiedener physikalischer Parameter. Hierfür wird in der Inversionsrechnung eine Nebenbedingung geschaffen, die die Parameteränderung verknüpft (gekoppeltes Gleichungssystem). Das Modell kann so Datensätze mit unterschiedlichen Zielparametern, Empfindlichkeiten und Auflösungen abbilden, jedoch müssen dafür die physikalischen Eigenschaften des Untergrundes sinnvoll miteinander korrelieren, wie es z. B. oft zwischen Seismik (Geschwindigkeiten) und Gravimetrie (Dichte) der Fall ist.

## Anwendungsbereiche
Die geophysikalische Erkundung zeigt methodenübergreifend eine starke Abhängigkeit von Inversionsrechnungen. Dies liegt in der Natur des Untersuchungsrahmens, von Beobachtungen an der Erdoberfläche auf innere Strukturen, Prozesse oder Parameter, rückzuschließen. Daher werden geophysikalische Untersuchungen in der Regel kombiniert oder interdisziplinär ergänzt, um der inversionsbedingten Mehrdeutigkeit entgegenzuwirken.

### Gravimetrie und Geomagnetik
Bei einigen Anwendungen der Potentialtheorie, insbesondere dem Magnetfeld und Schwerefeld, treten ähnliche Mehrdeutigkeitsprobleme bei dem Rückschluss von Kraftfeldern auf die verursachenden Quellpunkte auf.

### Seismik und Seismologie
Seismik und Seismologie gehören zu den fundamentalsten Methoden, um die Struktur des Untergrundes bzw. Erdinneren zu erkunden. Beide Disziplinen arbeiten dabei nur mit den Auslenkungen, die an der Erdoberfläche registriert werden, und von denen auf die Verteilung bestimmter Eigenschaften im Untergrund zurückgeschlossen werden soll. Das klassische Auftragen der Amplituden über die Laufzeiten als seismische Sektion und grundlegendes Prozessieren (Filtern, Stapeln etc.) kann dabei noch direkt erfolgen, aber viele folgende Bearbeitungsschritte, wie die Migration oder die meisten Geschwindigkeitsmodellierungen (z. B. Tomographie) basieren auf Inversionsrechnungen.

### Geoelektrik
Die elektrischen und elektromagnetischen Methoden basieren auf Widerstandsmessungen zwischen Punkten der Oberfläche. Diese werden ebenfalls zur indirekten Strukturerkundung in die Tiefe genutzt und arbeiten daher bei der Lokalisierung der Verteilungen des Widerstandes im Untergrund inversionsbasiert.

### Georadar
Ähnlich der Seismik werden beim Georadar die durch Reflexion an die Oberfläche wiederkehrenden Radarwellen ausgewertet. Die Zuordnung von Reflexionen und Brechungen der elektromagnetischen Wellen auf Strukturen unterschiedlicher Tiefe ist inversionsbasiert.